# Dan Chojnacki
Daniel J. Chojnacki ist ein ehemaliger US-amerikanischer Basketballspieler.

## Laufbahn
Bis 1976 besuchte er als Schüler die McDowell High School in Erie im US-Bundesstaat Pennsylvania. Der als Flügel- und Innenspieler eingesetzte Chojnacki war hernach bis 1980 Student an der Clarion University (ebenfalls in Pennsylvania) und spielte mit der Basketballmannschaft in der Hochschule in der NAIA. Mit 1196 erzielten Punkten stand er in der Bestenliste der Clarion University auf dem achten und mit 968 Rebounds auf dem dritten Platz, als er diese 1980 verließ. Im Spieljahr 1979/80 verbuchte er Mittelwerte von 15,6 Punkten und 10 Rebounds je Begegnung.
Der 2,02 Meter große Chojnacki war als Berufsbasketballspieler im niederländischen Rotterdam und in Düsseldorf beschäftigt. Mit der BG ART/TVG Düsseldorf trat er in der Saison 1984/85 in der Basketball-Bundesliga an und wurde mit den Rheinländern sieglos Tabellenletzter. Anschließend gehörte er weiterhin zum Düsseldorfer Aufgebot und spielte mit der Mannschaft in der 2. Basketball-Bundesliga.
1991/92 war er Co-Trainer der Basketballmannschaft der Technical Memorial High School in seiner Heimatstadt Erie. 1992 trat er in derselben Stadt an der East High School eine Stelle als Lehrer für Sozialwissenschaft an und übernahm die Leitung der Schulsportabteilung.